# Philipp Uffenbach
Philipp Uffenbach, baptisé le 15 janvier 1566 et † enterré le 6 avril 1636 à Francfort-sur-le-Main est un peintre, illustrateur, aquarelliste, graveur et cartographe allemand dans la mouvance de Matthias Grünewald et Albrecht Dürer.

## Vie et œuvre

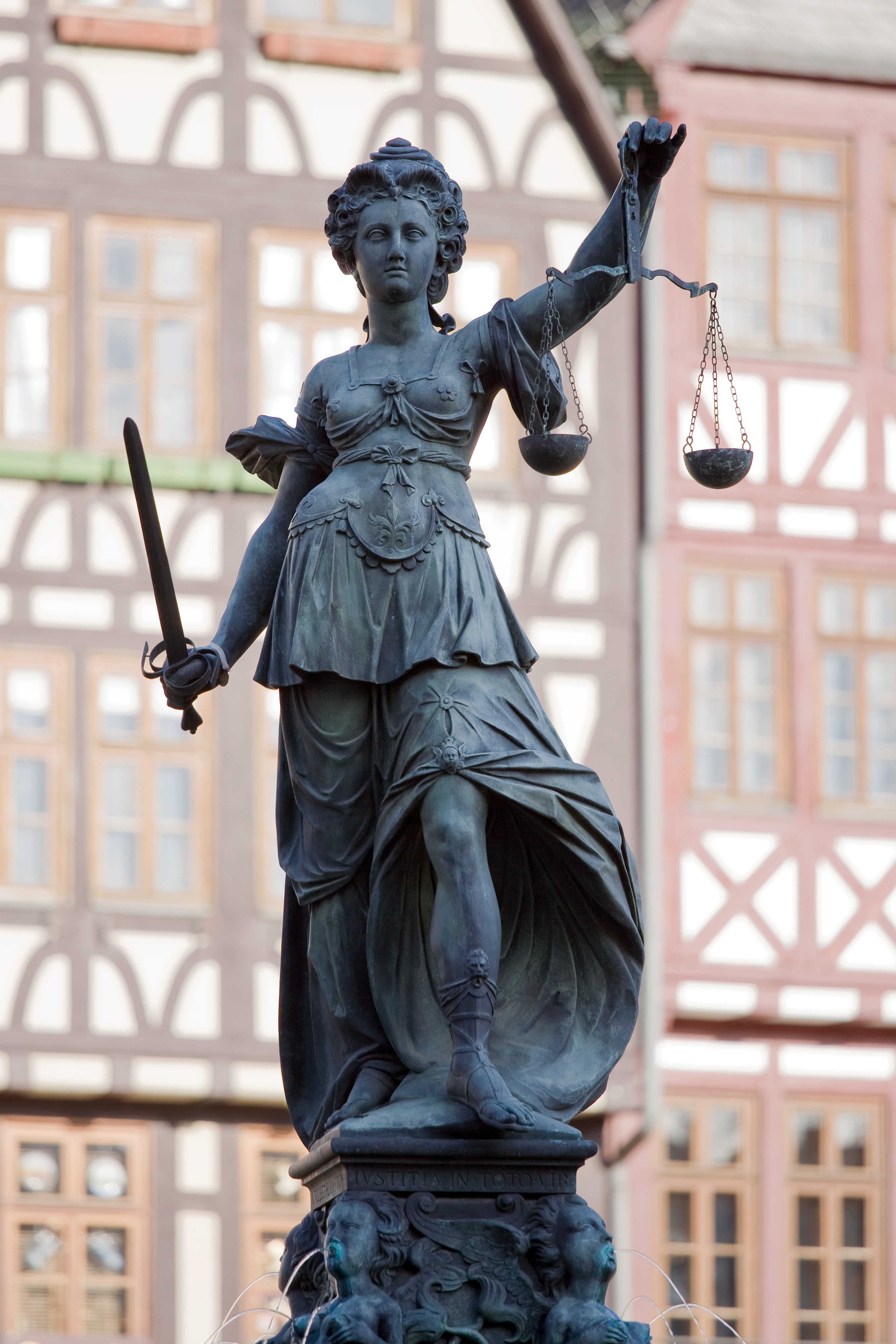
La Justice, autrefois peinte par Uffenbach de couleurs vives que les intempéries ont effacées

Philipp Uffenbach, (à l'origine Offenbach ou Ofenbach) est le fils d'un tailleur nommé Heinrich Uffenbach. Il devient l'apprenti du peintre originaire de Mayence Adam Grimmer, auprès duquel il reçoit une formation artistique. Grimmer est sans doute le fils de Johann Grimmer, seul élève nommément connu de Matthias Grünewald. Ceci explique peut-être pourquoi Uffenbach possédait une carte ornée de dessins de la main de Grünewald. Cependant son œuvre est surtout marquée par l'influence de Grünewald et Dürer.
En 1598, Philipp Uffenbach obtient le statut de bourgeois de Francfort-sur-le-Main, après s'être marié et avoir repris l'atelier de son beau-père. De l'œuvre peinte de Uffenbach il ne nous reste que quelques tableaux et gravures exécutées d'après ses dessins préparatoires, par exemple une Adoration des mages de 1587, peinture à l'huile appartenant à la Klassik Stiftung (fondation classique) de Weimar. On considère que son chef-d'œuvre est une Ascension de 1599, qu'il peint pour un couvent bénédictin de Francfort. Les fragments qui ont survécu se trouvent au musée de la ville de Francfort (Historisches Museum). On sait également qu'il a effectué des travaux de peinture mais aussi de décoration pour le conseil municipal, par exemple la décoration peinte de cadrans. Dans cette même veine on peut citer la polychromie des figures de la Liberté qui orne la tour du vieux pont de Francfort (1610) ou de la Justice sur la fontaine de la place de la mairie (Römerberg). Il exécute également la décoration du plafond de la grande salle d'un château pour le comte de Hessen-Butzbach, Philippe III. 

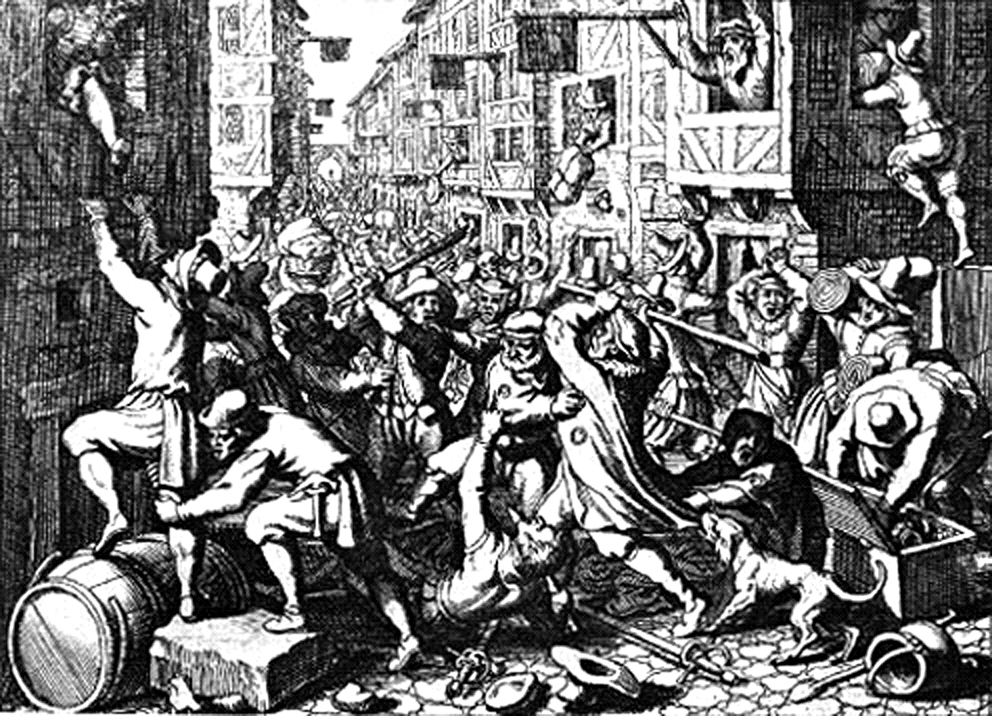
Émeute de Fettmilch, gravure du XVIIe

Uffenbach s'intéresse aussi à la mécanique, la géométrie et l'anatomie, et, comme nombre de ses contemporains, aux expériences d'alchimie. Il publie un livre intitulé "De quadratura circuli mechanici". 
Rien ne prouve, comme cela a été dit, qu'Uffenbach ait participé à la révolte de Fettmilch qui se termina par un pogrom et l'expulsion des juifs de Francfort. Le seul lien entre les deux est un portrait de Vinzenz Fettmilch par Uffenbach au musée de Francfort.
La raison principale qui fait la renommée d'Uffenbach est d'avoir été le maître du peintre allemand Adam Elsheimer (1578-1619)